# Gomphidia quarrei
Gomphidia quarrei là một loài chuồn chuồn ngô thuộc họ Gomphidae. Nó được tìm thấy ở Angola, Botswana, Cộng hòa Dân chủ Congo, Kenya, Malawi, Mozambique, Namibia, Nam Phi, Tanzania, Zambia, và Zimbabwe. Môi trường sống tự nhiên của chúng là rừngs ẩm vùng đất thấp nhiệt đới hoặc cận nhiệt đới, vùng cây bụi khô khu vực nhiệt đới hoặc cận nhiệt đới, vùng cây bụi ẩm khu vực nhiệt đới hoặc cận nhiệt đới, và sông ngòi.